# Баня (община Чешиново-Облешево)
Баня (мак. Бања) — село у Північній Македонії, яке входить до общини Чешиново-Облешево, що в Східному регіоні країни.
Громада складається з — 402 осіб (перепис 2002): 393 македонців і 9 арумунів. Село розкинулося в низинній місцевості (середні висоти — 335 метрів), яку македонці називають Кочанською низовиною.